# جمعية فلسطين الدولية
جمعية فلسطين الدولية (اختصارًا PII) هي مؤسسة مسجَّلة في القدس الشرقيَّة عام 2012، ومكاتبها الرئيسيَّة في الأردن. نشأت فكرتها لدى مجموعة من المثقَّفين ورجال أعمال لتكون أول مؤسَّسة تتخصَّص في تحصيل المعرفة العلميَّة عن الجاليات ذات الأصول الفلسطينيَّة في المهجر والشتات. وتهدف بشكل أساسي في إعداد الدراسات وتقديم الخدمات عبر مشاريع تعزِّز صمود الشعب على أرض فلسطين، ومن خلال هذه الدراسات يتحقق الهدف بإقامة جسر من التفاعل وتبادل المنافع يصل الجاليات الفلسطينيَّة والعربيَّة مع القضية الفلسطينيَّة، وتبادل الخدمات الثقافية والعلمية بما يخدم الصمود للشعب الفلسطيني والأمَّة العربيَّة. وتتشكل المؤسسة من 50 عضواً برئاسة أسعد عبد الرحمن.

## رؤية المؤسسة
تسعى المؤسسة لتحقيق مجموعة من الرؤى والأهداف ومنها:
- توضيح الحقائق وتحسين صورة العربي على الصعيد العالمي.
- ضرورة المباشرة بجهد منظم لتجسيد طموح وطني فلسطيني يحقق ربط وتجسير وتلاحم الفلسطينيين والعرب.
- ربط الفلسطينين المغتربين باعتبارهم منجماً للطاقات والكفاءات البشرية مع أهلهم في فلسطين والدولة المستقلة.
- إنجاز تلاحم مع المغتربين على امتداد الوطن العربي الكبير، خاصة في بلاد الشام ومع الأردن تحديداً.
- تعزيز مكانة الجاليات في المجتمعات التي يعيشون فيها.

## مشاريعها وجوائزها
لدى المؤسسة مجموعة من المشاريع والجوائز التي تقدمها وهي:
1. برنامج التفاعل والتفعيل مع حركة التضامن الأوروبي مع الشعب الفلسطيني.
2. منحة محمود درويش لتعليم اللغة العربيَّة.
3. تفعيل الإغاثة الطبيَّة لفلسطين.

### من الجوائز:
- جائزة جمال بدران للفن التشكيلي.
- جائزة ناجي العلي لرسم الكاريكاتور.
- جائزة أحمد الشقيري للدراسات حول قضيَّة فلسطين والقانون.
- جائزة وليد الخطيب للتصوير الفوتوغرافي.
- جائزة الشعر (بالتداول بين فدوى طوقان، سميح القاسم، معين بسيسو).
- جائزة غسان كنفاني عن أدب المقاومة.
- جائزة إدوارد سعيد في مجال نقد الاستشراق.